# 傑納西 (加利福尼亞州)
傑納西（英語：Genesee）是位於美國加利福尼亞州普盧默斯縣的一個非建制地區。該地的面積和人口皆未知。

## 地理
傑納西的座標為40°02′35″N 120°45′14″W / 40.04306°N 120.75389°W，而該地的平均海拔高度為1128米（即3701英尺）。